# Karłątek akteon
Karłątek akteon (Thymelicus acteon) – motyl dzienny z rodziny powszelatkowatych.

## Wygląd
Rozpiętość skrzydeł od 25 do 28 mm.

## Siedlisko
Murawy kserotermiczne w późnych stadiach sukcesji, stare kamieniołomy, żwirownie.

## Biologia i rozwój
Wykształca jedno pokolenie w roku (lipiec-sierpień). Rośliny żywicielskie: najczęściej kłosownica pierzasta, rzadziej perz właściwy. Jaja barwy białawej składane są we wnętrzu pochwy ostatnich liści kłosownicy w rządkach po kilka sztuk. Larwy wylęgają się po 3 tygodniach, przędą kokony i wchodzą w diapauzę. Wiosną rozpoczynają żerowanie, aktywne nocą. Stadium poczwarki trwa 2 tygodnie.

## Rozmieszczenie geograficzne
Gatunek śródziemnomorski, w Polsce występuje na nielicznych stanowiskach niemal wyłącznie na południu kraju.